# Wilhelm Staudacher
Wilhelm Staudacher (* 25. August 1945 in Altdorf bei Nürnberg) ist ein deutscher politischer Beamter. Von 1994 bis 1999 leitete er unter Bundespräsident Roman Herzog das Bundespräsidialamt. 

## Leben
Staudacher studierte von 1965 bis 1969 Jura an der Universität Würzburg. 1973 legte er in München sein zweites juristisches Staatsexamen ab. 1979 wurde er Bundesgeschäftsführer des Evangelischen Arbeitskreises (EAK) der CDU/CSU. 1983 wurde er Leiter der Hauptabteilung Politik in der CDU-Bundesgeschäftsstelle und 1991 Bundesgeschäftsführer der CDU Deutschlands. 1993 wechselte er nach Mecklenburg-Vorpommern und wurde dort Staatssekretär und Bevollmächtigter des Landes beim Bund. 1994 berief ihn Roman Herzog zum Leiter des Bundespräsidialamtes.
Vom 1. August 1999 bis November 2008 war er Generalsekretär der Konrad-Adenauer-Stiftung e. V. (KAS). Anschließend leitete er bis April 2011 die italienische Repräsentanz der KAS in Rom.

## Auszeichnungen
- 1997: Großes Silbernes Ehrenzeichen am Bande für Verdienste um die Republik Österreich[2]
- 1998: Großkreuz des portugiesischen Verdienstordens
- 1999: Großes Bundesverdienstkreuz mit Stern
- Großkreuz des Verdienstordens der Italienischen Republik